# Patrick Forrester
Patrick Graham Forrester (El Paso, 31 maart 1957) is een voormalig Amerikaans ruimtevaarder. Forrester zijn eerste ruimtevlucht was STS-105 met de spaceshuttle Discovery en vond plaats op 10 augustus 2001. Tijdens de missie werden materiaal en bemanningsleden naar het Internationaal ruimtestation ISS gebracht.
Forrester maakte deel uit van NASA Astronaut Group 16. Deze groep van 44 ruimtevaarders begon hun training in 1996 en had als bijnaam The Sardines.
In totaal heeft Forrester drie ruimtevluchten op zijn naam staan. Tijdens zijn missies maakte hij in totaal vier ruimtewandelingen. In 2011 verliet hij NASA en ging hij als astronaut met pensioen. 